# Los Angeles County Metropolitan Transportation Authority

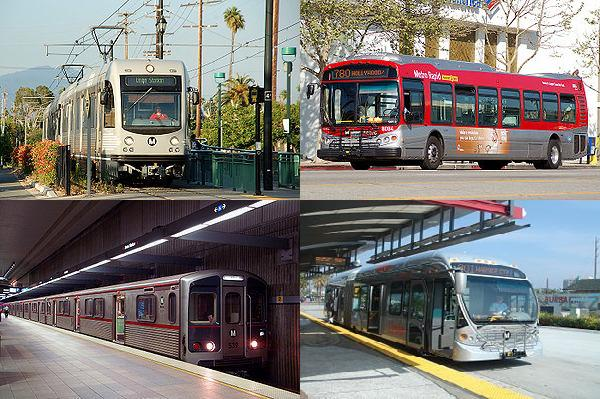

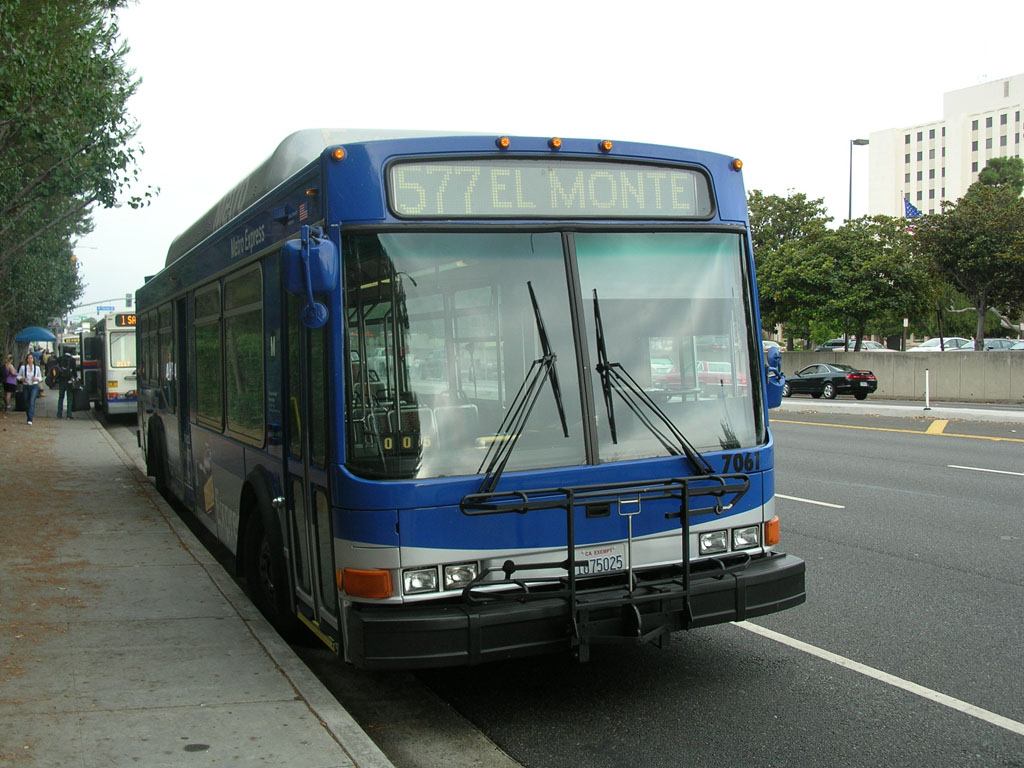
Un bus Metro Express de la LACMTA.

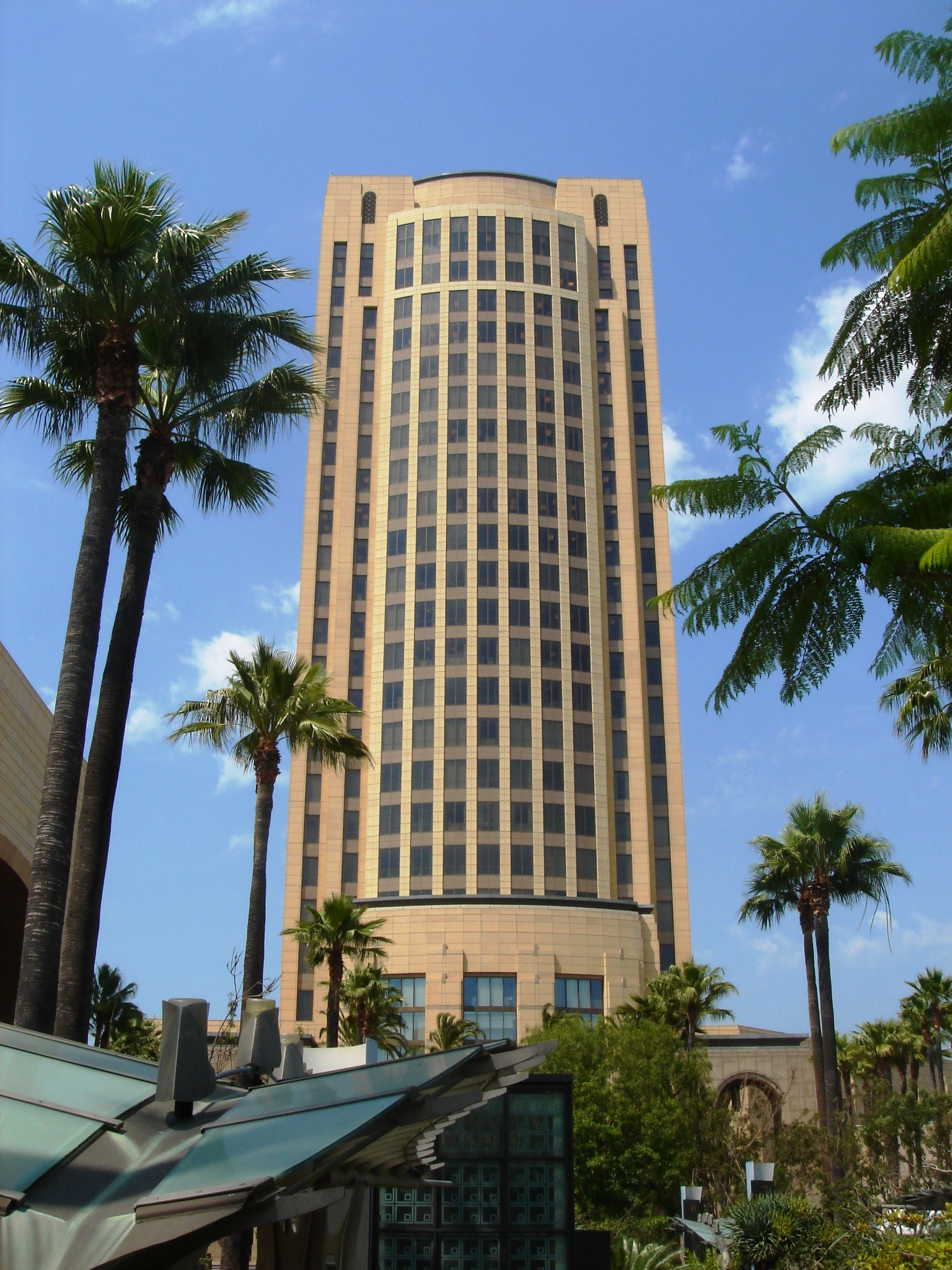
Siège de la société

La Los Angeles County Metropolitan Transportation Authority (aussi connue sous le nom de Metro, MTA ou LACMTA) est une société publique gérant le réseau de transports en commun du comté de Los Angeles, dans l'État de Californie, le troisième plus important des États-Unis au niveau du nombre de voyageurs. Avec 9 200 employés, c'est l'un des plus grands employeurs de la région.
La LACMTA est le produit de la fusion de deux anciennes sociétés : la Southern California Rapid Transit District (SCRTD) et la Los Angeles County Transportation Commission (LACTC).

## Services

### Lignes de métro
La LACMTA possède près de 160 km de lignes de métro. Le système est composé de six lignes (A, B, C, D, E et L) desservant en tout 86 stations. Il est fréquenté par plus de 330 000 personnes chaque jour.

### Lignes de bus
La LACMTA est le premier opérateur d'autobus dans le Bassin de Los Angeles, la vallée de San Fernando et l'ouest de la vallée de San Gabriel, le reste du comté étant couvert par d'autres autorités. Le réseau ne dessert pas les vallées de Pomona, de Santa Clarita et d'Antelope.
On peut distinguer trois types de services : Metro Local, Metro Rapid et Metro Express, reconnaissables par la couleur de leurs autobus.

#### Metro Local
La plupart des lignes du réseau d'autobus de Los Angeles sont appelées Metro Local. Ce nom leur a été donné lors de l'apparition des lignes Metro Rapid, afin de les différencier de ces dernières. Ces autobus couvrent à la fois des lignes omnibus, à arrêts limités, et des navettes.
Les véhicules se distinguent par leur livrée orange vif, cependant celle-ci n'est pas présente sur tous les autobus selon la disponibilité du parc.
Certaines lignes sont concédées à MV Transportation, Southland Transit et à la société française Transdev[réf. souhaitée].

#### Metro Rapid
Les lignes d'autobus express du réseau de Los Angeles sont appelées Metro Rapid. Elles possèdent des caractéristiques de BHNS, sans en être réellement, ce rôle étant dédié au Metro Busway, mais se différencient des lignes classiques Metro Local par un nombre réduit d'arrêts et leur livrée rouge vif. Elles sont majoritairement gérées par la MTA, seules deux lignes sont exploitées par Big Blue Bus, une par Culver CityBus et une par Torrance Transit. L'objectif de ces lignes est de raccourcir le temps de trajet des passagers, en complémentarité avec les lignes Metro Local et toutes celles, publiques ou privées, desservant l'agglomération de Los Angeles.
Afin d'augmenter la vitesse en ligne, les autobus sont équipés d'un système de priorité aux feux, qui augmente la durée où le feu est vert et réduit celle où il est rouge lorsque le bus s'en approche. Ces autobus s'arrêtent uniquement aux arrêts localisés sur les grandes intersections et aux pôles d'échanges, laissant le reste de la desserte aux lignes Metro Local. Leur fréquence est également augmentée, car ils passent moins de temps en station que sur les lignes omnibus. Tous les véhicules sont à plancher bas pour diminuer le temps d'échange aux arrêts et roulent au gaz naturel. 
Les lignes fonctionnent depuis juin 2006 de 5 à 21 heures, 5 jours par semaine, avec une fréquence maximale de 10 minutes en heure de pointe et de 20 minutes aux heures creuses. De nombreuses lignes sont également en fonctionnement le week-end[réf. souhaitée].

#### Metro Express
Les lignes Metro Express sont les lignes du réseau empruntant sur une partie de leur trajet des autoroutes, où ils ne s'arrêtent pas ou très rarement. Les autobus utilisés sont normalement de couleur bleu foncé mais nombre d'entre eux arborent la livrée Metro Local orange[réf. souhaitée].